# Independent Spirit al millor actor secundari
L'Independent Spirit al millor actor secundari (en anglès Independent Spirit Award for Best Supporting Male) és el Premi Independent Spirit que es concedeix anualment al millor actor secundari.

## Guanyadors i nominats
L'actor guanyador de cada any es mostra sobre fons blau:

### Dècada del 1980
| Any  | Actor                 | Pel·lícula             | Personatge                      |
| ---- | --------------------- | ---------------------- | ------------------------------- |
| 1987 | Morgan Freeman        | Street Smart           | Fast Black                      |
| 1987 | Wings Hauser          | Tough Guys Don't Dance | Capt. Alvin Luther Regency      |
| 1987 | James Earl Jones      | Matewan                | 'Few Clothes' Johnson           |
| 1987 | Vincent Price         | The Whales of August   | Mr. Maranov                     |
| 1987 | David Strathairn      | Matewan                | Sid Hatfield                    |
| 1988 | Lou Diamond Phillips  | Stand and Deliver      | Angel Guzman                    |
| 1988 | Ernest Borgnine       | Spike of Bensonhurst   | Baldo Cacetti                   |
| 1988 | Divine                | Hairspray              | Edna Turnblad / Arvin Hodgepile |
| 1988 | John Lone             | The Moderns            | Bertram Stone                   |
| 1988 | John Turturro         | Five Corners           | Heinz                           |
| 1989 | Max Perlich           | Drugstore Cowboy       | David                           |
| 1989 | Steve Buscemi         | Mystery Train          | Charlie the Barber              |
| 1989 | Scott Coffey          | Shag                   | Chip Gaillard                   |
| 1989 | Gary Farmer           | Powwow Highway         | Philbert Bono                   |
| 1989 | Screamin' Jay Hawkins | Mystery Train          | Night Clerk                     |

### Dècada del 1990
| Any  | Actor                  | Pel·lícula                         | Personatge                                  |
| ---- | ---------------------- | ---------------------------------- | ------------------------------------------- |
| 1990 | Bruce Davison          | Longtime Companion                 | David                                       |
| 1990 | Willem Dafoe           | Wild at Heart                      | Bobby Peru                                  |
| 1990 | Robin Harris           | House Party                        | Pop                                         |
| 1990 | Ben Lang               | The Plot Against Harry             | Leo                                         |
| 1990 | Tom Towles             | Henry: Portrait of a Serial Killer | Otis                                        |
| 1991 | David Strathairn       | City of Hope                       | Asteroid                                    |
| 1991 | William H. Macy        | Homicide                           | Tim Sullivan                                |
| 1991 | John Malkovich         | Queens Logic                       | Eliot                                       |
| 1991 | George T. Odom         | Straight Out of Brooklyn           | Ray Brown                                   |
| 1991 | Glenn Plummer          | Pastime                            | Tyrone Debray                               |
| 1992 | Steve Buscemi          | Reservoir Dogs                     | Mr. Pink                                    |
| 1992 | William Forsythe       | The Waterdance                     | Bloss                                       |
| 1992 | Jeff Goldblum          | Deep Cover                         | David Jason                                 |
| 1992 | Wesley Snipes          | The Waterdance                     | Raymond Hill                                |
| 1992 | David Strathairn       | Passion Fish                       | Rennie                                      |
| 1993 | Christopher Lloyd      | Twenty Bucks                       | Jimmy                                       |
| 1993 | David Chung            | The Ballad of Little Jo            | Tinman Wong                                 |
| 1993 | Tate Donovan           | Inside Monkey Zetterland           | Brent Zetterland                            |
| 1993 | Todd Field             | Ruby in Paradise                   | Mike McCaslin                               |
| 1993 | Edward Furlong         | American Heart                     | Nick Kelson                                 |
| 1994 | Chazz Palminteri       | Bullets Over Broadway              | Cheech                                      |
| 1994 | Giancarlo Esposito     | Fresh                              | Esteban                                     |
| 1994 | Larry Pine             | Vanya on 42nd Street               | Dr. Astrov                                  |
| 1994 | Eric Stoltz            | Pulp Fiction                       | Lance                                       |
| 1994 | Nicholas Turturro      | Federal Hill                       | Ralph                                       |
| 1995 | Benicio del Toro       | The Usual Suspects                 | Fred Fenster                                |
| 1995 | James LeGros           | Living in Oblivion                 | Chad Palomino                               |
| 1995 | David Morse            | Creuant l'obscuritat               | John Booth                                  |
| 1995 | Max Perlich            | Georgia                            | Axel Goldman                                |
| 1995 | Harold Perrineau       | Smoke                              | Thomas 'Rashid' Cole                        |
| 1996 | Benicio del Toro       | Basquiat                           | Benny Dalmau                                |
| 1996 | Kevin Corrigan         | Walking and Talking                | Bill                                        |
| 1996 | Matthew Faber          | Welcome to the Dollhouse           | Mark Wiener                                 |
| 1996 | Gary Farmer            | Dead Man                           | Nobody                                      |
| 1996 | Richard Jenkins        | Flirtejant amb el desastre         | Paul Harmon                                 |
| 1997 | Jason Lee              | Chasing Amy                        | Banky Edwards                               |
| 1997 | Efrain Figueroa        | Star Maps                          | Pepe Amato                                  |
| 1997 | Samuel L. Jackson      | Hard Eight                         | Jimmy                                       |
| 1997 | Ajay Naidu             | SubUrbia                           | Nazeer Choudhury                            |
| 1997 | Roy Scheider           | The Myth of Fingerprints           | Hal                                         |
| 1998 | Bill Murray            | Rushmore                           | Herman Blume                                |
| 1998 | James Coburn           | Affliction                         | Glen Whitehouse                             |
| 1998 | Charles S. Dutton      | Blind Faith                        | Charles Williams                            |
| 1998 | Gary Farmer            | Smoke Signals                      | Arnold Joseph                               |
| 1998 | Philip Seymour Hoffman | Happiness                          | Allen                                       |
| 1999 | Steve Zahn             | Happy, Texas                       | Wayne Wayne Wayne Jr., també anomenat David |
| 1999 | Charles S. Dutton      | Cookie's Fortune                   | Jason Brown                                 |
| 1999 | Clark Gregg            | The Adventures of Sebastian Cole   | Hank Rossi / Henrietta Rossi                |
| 1999 | Luis Guzmán            | The Limey                          | Eduardo Roel                                |
| 1999 | Terrence Howard        | The Best Man                       | Quentin Spivey                              |

### Dècada del 2000
| Any  | Actor                | Pel·lícula                              | Personatge            |
| ---- | -------------------- | --------------------------------------- | --------------------- |
| 2000 | Willem Dafoe         | Shadow of the Vampire                   | Max Schreck           |
| 2000 | Cole Hauser          | Tigerland                               | Sergent Cota          |
| 2000 | Gary Oldman          | The Contender                           | Shelly Runyon         |
| 2000 | Giovanni Ribisi      | The Gift                                | Buddy Cole            |
| 2000 | Billy Dee Williams   | The Visit                               | Henry                 |
| 2001 | Steve Buscemi        | Ghost World                             | Seymour               |
| 2001 | Don Cheadle          | Things Behind the Sun                   | Chuck                 |
| 2001 | Billy Kay            | L.I.E.                                  | Gary Terrio           |
| 2001 | Garrett Morris       | Jackpot                                 | Lester Irving         |
| 2001 | John C. Reilly       | The Anniversary Party                   | Mac Forsyth           |
| 2002 | Dennis Quaid         | Far from Heaven                         | Frank Whitaker        |
| 2002 | Alan Arkin           | Thirteen Conversations About One Thing  | Gene                  |
| 2002 | Ray Liotta           | Narc                                    | Henry Oak             |
| 2002 | John C. Reilly       | The Good Girl                           | Phil Last             |
| 2002 | Peter Weller         | Ivans Xtc                               | Don West              |
| 2003 | Djimon Hounsou       | In America                              | Mateo                 |
| 2003 | Judah Friedlander    | American Splendor                       | Toby Radloff          |
| 2003 | Troy Garity          | Soldier's Girl                          | Barry Winchell        |
| 2003 | Alessandro Nivola    | Laurel Canyon                           | Ian McKnight          |
| 2003 | Peter Sarsgaard      | Shattered Glass                         | Chuck Lane            |
| 2004 | Thomas Haden Church  | Sideways                                | Jack Cole             |
| 2004 | Jon Gries            | Napoleon Dynamite                       | Oncle Rico            |
| 2004 | Aidan Quinn          | Cavedweller                             | Clint Windsor         |
| 2004 | Roger Robinson       | Brother to Brother                      | Bruce Nugent          |
| 2004 | Peter Sarsgaard      | Kinsey                                  | Clyde Martin          |
| 2005 | Matt Dillon          | Crash                                   | Officer John Ryan     |
| 2005 | Firdous Bamji        | The War Within                          | Sayeed                |
| 2005 | Jesse Eisenberg      | The Squid and the Whale                 | Walt Berkman          |
| 2005 | Barry Pepper         | The Three Burials of Melquiades Estrada | Mike Norton           |
| 2005 | Jeffrey Wright       | Broken Flowers                          | Winston               |
| 2006 | Alan Arkin           | Little Miss Sunshine                    | Edwin Hoover          |
| 2006 | Raymond J. Barry     | Steel City                              | Vic Lee               |
| 2006 | Daniel Craig         | Infamous                                | Perry Smith           |
| 2006 | Paul Dano            | Little Miss Sunshine                    | Dwayne                |
| 2006 | Channing Tatum       | A Guide to Recognizing Your Saints      | Young Antonio         |
| 2007 | Chiwetel Ejiofor     | Talk to Me                              | Dewey Hughes          |
| 2007 | Marcus Carl Franklin | I'm Not There                           | Woody Guthrie         |
| 2007 | Kene Holliday        | Great World of Sound                    | Clarence              |
| 2007 | Irrfan Khan          | The Namesake                            | Ashoke Ganguli        |
| 2007 | Steve Zahn           | Rescue Dawn                             | Duane W. Martin       |
| 2008 | James Franco         | Milk                                    | Scott Smith           |
| 2008 | Anthony Mackie       | The Hurt Locker                         | Sergeant J.T. Sanborn |
| 2008 | Charlie McDermott    | Frozen River                            | T.J.                  |
| 2008 | Jim Myron Ross       | Ballast                                 | James                 |
| 2008 | Haaz Sleiman         | The Visitor                             | Tarek                 |
| 2009 | Woody Harrelson      | The Messenger                           | Capt. Tony Stone      |
| 2009 | Jemaine Clement      | Gentlemen Broncos                       | Dr. Ronald Chevalier  |
| 2009 | Christian McKay      | Me and Orson Welles                     | Orson Welles          |
| 2009 | Ray McKinnon         | That Evening Sun                        | Lonzo Choat           |
| 2009 | Christopher Plummer  | The Last Station                        | Lev Tolstoi           |

### Dècada del 2010
| Any  | Actor               | Pel·lícula               | Personatge       |
| ---- | ------------------- | ------------------------ | ---------------- |
| 2010 | John Hawkes         | Winter's Bone            | Teardrop Dolly   |
| 2010 | Samuel L. Jackson   | Mother and Child         | Paul             |
| 2010 | Bill Murray         | Get Low                  | Frank Quinn      |
| 2010 | John Ortiz          | Jack Goes Boating        | Clyde            |
| 2010 | Mark Ruffalo        | The Kids Are All Right   | Paul Hatfield    |
| 2011 | Christopher Plummer | Beginners                | Hal Fields       |
| 2011 | Albert Brooks       | Drive                    | Bernie Rose      |
| 2011 | John Hawkes         | Martha Marcy May Marlene | Patrick          |
| 2011 | John C. Reilly      | Cedar Rapids             | Dean Ziegler     |
| 2011 | Corey Stoll         | Midnight in Paris        | Ernest Hemingway |
| 2012 | Matthew McConaughey | Magic Mike               | Dallas           |
| 2012 | David Oyelowo       | Middle of Nowhere        | Brian            |
| 2012 | Michael Peña        | End of Watch             | Mike Zavala      |
| 2012 | Sam Rockwell        | Seven Psychopaths        | Billy            |
| 2012 | Bruce Willis        | Moonrise Kingdom         | Captain Sharp    |
| 2013 | Michael Fassbender  | 12 Years a Slave         | Edwin Epps       |
| 2013 | Will Forte          | Nebraska                 | David Grant      |
| 2013 | James Gandolfini    | Enough Said              | Albert           |
| 2013 | Jared Leto          | Dallas Buyers Club       | Rayon            |
| 2013 | Keith Stanfield     | Short Term 12            | Marcus           |